# Caladenia hastata
Caladenia hastata là một loài thực vật có hoa trong họ Lan. Loài này được (Nicholls) Rupp mô tả khoa học đầu tiên năm 1942.